# Salomé Báncora
Salomé Báncora (ur. 28 lutego 1993 w Buenos Aires) – argentyńska narciarka alpejska, kilkukrotna uczestniczka mistrzostw świata, uczestniczka igrzysk olimpijskich w Soczi.

## Kariera
Na nartach zaczęła jeździć w wieku trzech lat, zaś w pierwszych zawodach narciarskich wzięła udział gdy miała sześć lat. Jej pierwszym występem na arenie międzynarodowej był rozegrane 9 sierpnia 2008 roku w Cerro Castor zawody Pucharu Ameryki Południowej, na których zajęła 31. miejsce w slalomie gigancie. Kolejne lata to dla niej głównie starty w tym właśnie cyklu, ponadto pojawiała się również na zawodach FIS, Entry League FIS oraz na mistrzostwach Argentyny i Chile.
W 2009 roku pojawiła się w mistrzostwach świata juniorów w Garmisch-Partenkirchen, na których zajęła 44. miejsce w slalomie i 61. w slalomie gigancie. Rok później, na mistrzostwach świata juniorów w regionie Mont Blanc slalom ukończyła na 58. pozycji, zaś slalom gigant na 81.. W 2011 roku wystartowała zarówno w mistrzostwach świata juniorów w Crans-Montanie, jak i w mistrzostwach świata w Garmisch-Partenkirchen. Na tym pierwszym wydarzeniu zajęła 40. miejsce w slalomie gigancie, a także nie ukończyła pierwszego przejazdu slalomu, z kolei na tym drugim w slalomie była czterdziesta, a w slalomie gigancie siedemdziesiąta szósta. Dwa lata później, na mistrzostwach świata w Schladming zajęła 49. miejsce w slalomie gigancie i 53. w slalomie, z kolei na mistrzostwach świata juniorów w Quebecu również zajęła 49. miejsce w slalomie gigancie, ponadto nie ukończyła pierwszego przejazdu slalomu.
W 2014 roku wzięła udział w igrzyskach olimpijskich w Soczi, na których zajęła 25. miejsce w slalomie i 47. w slalomie gigancie, a także w mistrzostwach świata juniorów w Jasnej, z których wróciła z 30. miejscem w slalomie, 36. w slalomie gigancie, 60. w superkombinacji i 78. w supergigancie. W 2015 roku wystartowała w mistrzostwach świata w Vail/Beaver Creek, na których zajęła 37. miejsce w slalomie i 46. w slalomie gigancie, ponadto 12 grudnia zadebiutowała w Pucharze Świata, kiedy to podczas rozgrywanych w Åre zawodów sezonu 2015/2016 nie zakwalifikowała się do pierwszego przejazdu slalomu giganta. Dwa lata później, na mistrzostwach świata w Sankt Moritz zajęła 9. miejsce w zawodach drużynowych, 39. w slalomie i 40. w slalomie gigancie.

## Osiągnięcia

### Igrzyska olimpijskie
| Miejsce | Dzień     | Rok  | Miejscowość | Konkurencja   | Czas biegu | Strata | Zwyciężczyni     |
| ------- | --------- | ---- | ----------- | ------------- | ---------- | ------ | ---------------- |
| 47.     | 18 lutego | 2014 | Soczi       | Slalom gigant | 2:52,04    | +15,17 | Tina Maze        |
| 25.     | 21 lutego | 2014 | Soczi       | Slalom        | 1:55,52    | +10,98 | Mikaela Shiffrin |

### Mistrzostwa świata
| Miejsce | Dzień     | Rok  | Miejscowość            | Konkurencja      | Czas biegu | Strata | Zwyciężczyni     |
| ------- | --------- | ---- | ---------------------- | ---------------- | ---------- | ------ | ---------------- |
| 76.     | 17 lutego | 2011 | Garmisch-Partenkirchen | Slalom gigant    | 1:23,08    | +57,46 | Tina Maze        |
| 40.     | 19 lutego | 2011 | Garmisch-Partenkirchen | Slalom           | 2:04,70    | +18,91 | Marlies Schild   |
| 49.     | 14 lutego | 2013 | Schladming             | Slalom gigant    | 2:25,76    | +17,70 | Tessa Worley     |
| 53.     | 16 lutego | 2013 | Schladming             | Slalom           | 1:55,00    | +15,15 | Mikaela Shiffrin |
| 46.     | 12 lutego | 2015 | Vail/Beaver Creek      | Slalom gigant    | 2:30,95    | +11,79 | Anna Fenninger   |
| 37.     | 14 lutego | 2015 | Vail/Beaver Creek      | Slalom           | 1:48,86    | +10,38 | Mikaela Shiffrin |
| 9.      | 14 lutego | 2017 | Sankt Moritz           | Zawody drużynowe | –          | –      | Francja          |
| 40.     | 16 lutego | 2017 | Sankt Moritz           | Slalom gigant    | 2:14,74    | +9,19  | Tessa Worley     |
| 39.     | 18 lutego | 2017 | Sankt Moritz           | Slalom           | 1:46,57    | +9,30  | Mikaela Shiffrin |

### Mistrzostwa świata juniorów
| Miejsce | Dzień     | Rok  | Miejscowość            | Konkurencja     | Czas biegu | Strata | Zwyciężczyni         |
| ------- | --------- | ---- | ---------------------- | --------------- | ---------- | ------ | -------------------- |
| 44.     | 1 marca   | 2009 | Garmisch-Partenkirchen | Slalom          | 2:05,00    | +22,93 | Denise Feierabend    |
| 61.     | 2 marca   | 2009 | Garmisch-Partenkirchen | Slalom gigant   | 3:21,14    | +35,33 | Viktoria Rebensburg  |
| 58.     | 1 lutego  | 2010 | Les Planards           | Slalom          | 1:50,38    | +15,91 | Christina Geiger     |
| 81.     | 5 lutego  | 2010 | Les Houches            | Slalom gigant   | 1:51,98    | +13,64 | Mona Løseth          |
| 40.     | 2 lutego  | 2011 | Crans-Montana          | Slalom gigant   | 2:46,87    | +18,60 | Sara Hector          |
| DNF1    | 3 lutego  | 2011 | Crans-Montana          | Slalom          | –          | –      | Jessica Depauli      |
| DNF1    | 21 lutego | 2013 | Mont-Sainte-Anne       | Slalom          | –          | –      | Magdalena Fjällström |
| 49.     | 22 lutego | 2013 | Mont-Sainte-Anne       | Slalom gigant   | 2:38,97    | +16,74 | Lisa-Maria Zeller    |
| 36.     | 27 lutego | 2014 | Jasná                  | Slalom gigant   | 2:04,19    | +11,33 | Marta Bassino        |
| 30.     | 28 lutego | 2014 | Jasná                  | Slalom          | 1:44,71    | +8,62  | Petra Vlhová         |
| 78.     | 3 marca   | 2014 | Jasná                  | Supergigant     | 1:22,22    | +7,51  | Corinne Suter        |
| 60.     | 3 marca   | 2014 | Jasná                  | Superkombinacja | 2:22,89    | +11,55 | Elisabeth Kappauer   |